# Grizzly (település)
Grizzly az Amerikai Egyesült Államok északnyugati részén, Oregon állam Jefferson megyéjében elhelyezkedő önkormányzat nélküli település.